# F4D (航空機)
F4D / F-6 スカイレイ
飛行するF4D-1 134815号機
(VMF-115戦闘飛行隊所属、1957年撮影)
- 用途：戦闘機
- 分類：艦上戦闘機
- 設計者：エドワード・ヘンリー・ハイネマン
- 製造者：ダグラス・エアクラフト社
- 運用者

  -  アメリカ合衆国
    -  アメリカ海軍
    -  アメリカ海兵隊
- 初飛行：

  - 1951年1月23日（XF4D）
  - 1954年6月5日（F4D-1）
- 生産数：422機
- 運用開始：1956年
- 退役：1964年
- 運用状況：退役

F4D スカイレイ（Douglas F4D Skyray ）は、アメリカ合衆国のダグラス社が開発し、1950年代にアメリカ海軍で運用された艦上戦闘機。
愛称の「スカイレイ (Skyray)」は、「空のエイ」の意。1962年の命名規則改正によりF-6 スカイレイとなった。

## 概要
無尾翼のデルタ翼戦闘機であり、主翼は丸みを帯びている。空気取り入れ口はコックピットの脇に三角形の形状でついており、主翼となだらかに結ばれている。
20mm機関砲を2門ずつ計4門を主翼に装備、またサイドワインダー空対空ミサイルも2発装備できた。高速性能などは評価されたが、全天候性や航続性能を欠くことから運用は約10年ほどで終了した。

## 沿革
第二次世界大戦後の1947年頃、ダグラス社はデルタ翼機の戦闘機についてアメリカ海軍から依頼を受けて研究を行っていた。これを受けて1947年12月16日に、速度と上昇能力に優れた艦上迎撃戦闘機を求める海軍の要求に基づいて、契約が結ばれ、ウェスティングハウス・エレクトリック社のXJ40ターボジェットエンジンを搭載した試作機XF4D-1を3機製造する予定であった。しかし、XJ40エンジンの開発が遅延したため、アリソン社のJ35エンジンを搭載して、1951年1月23日に初飛行した。
1952年4月には量産型F4D-1、230機の契約が結ばれた。この間、XJ40エンジンを搭載した試験なども行われ、試験機は1953年に2つの世界速度記録を樹立している。しかしエンジンの信頼性の問題などから開発は中止となり、量産機はP&W J57-P-2エンジンを搭載した。J57エンジンは世界最初の実戦化された超音速戦闘機であるノースアメリカンF-100スーパーセイバーに搭載されたものと同系統のエンジンであるが、F4D-1の速度は音速を越えるには至っていない。
その後、機体の改修やサイドワインダーミサイルを使用するための新型FCSの搭載を行い、1956年4月から第3混成飛行隊(VC-3)を皮切りに部隊配備が行われ、1964年まで使用された。最盛期の使用部隊数は26個。アメリカ合衆国本土防空を任務とする海軍の第3全天候戦闘飛行隊（VFAW-3、VC-3の改編）にも配属された。僅かに遅れて登場した空軍のF-100には及ばなかったものの、当時としては速度性能や上昇能力、さらには高高度性能は優秀であり、当初からの海軍の要求仕様を満たしていた。しかし空母の任務が核報復戦略から通常戦へとシフトしていき（核報復戦略の主役が戦略原潜へとシフトした事と、朝鮮戦争での戦訓による）、それに基づいて艦上戦闘機には敵の核攻撃を阻止する迎撃機としての速度と上昇力よりも、戦闘爆撃機としても使える搭載量と航続力、多用途性へと変遷する事になった。その変遷についてこれない本機は50年代末期から徐々に第一線を退き、1964年に退役した。このほか、NACAの試験機として1969年まで使用された。
エンジンを発展型のJ57-P-14に換装したF4D-2計画もあり、100機の発注はされた。1956年4月16日に初飛行し、胴体が延長されるなどの機体設計の洗練もあり、最高速度はマッハ1.5に達したが、後にキャンセルされた。なお、1962年のアメリカ軍の名称整理に伴い、F4D-1はF-6Aと改称された。
1958年から行われた空中発射ロケット計画「パイロット」の母機として利用された。

## 各型
XF4D-1
試作機。2機製造。
F4D-1
量産型。420機製造。1962年にF-6Aへ改称。
F4D-2
エンジンをJ57-P-14に換装した型。100機発注されたが、キャンセル。
F4D-2N
F4D-2のレーダーを強化した型。F5Dに名称変更。

## 諸元
F4D-1/F-6A
- 全長： 13.8 m
- 全幅： 10.2 m
- 全高： 3.96 m
- 主翼面積： 52 m2
- 重量
  - 空虚重量： 7,300 kg
  - 全備重量： 10,300 kg
  - 最大離陸重量： 12,300 kg
- パワープラント

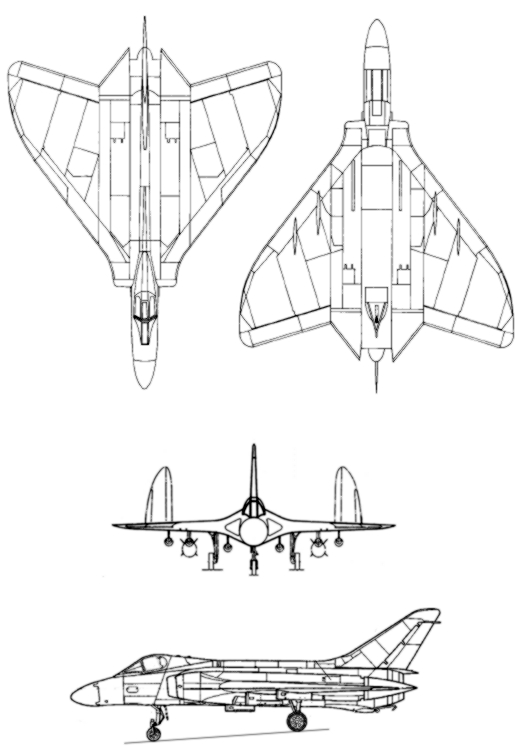
F4D-1/F-6A 三面図

  - エンジン プラット・アンド・ホイットニー J57-P-8,-8A 又は -8B ターボジェットエンジン
  - 推力 ドライ/アフターバーナー 45 kN/71 kN
- 性能
  - 最大速度： 1,200 km/h
  - Combat range： 1,100 km
  - 航続距離： 1,900 km
  - 実用上昇限度： 17,000 m
  - 上昇率： 5,600 m/min
- 搭載機器
  - APQ-50A レーダー
  - FCS Aero 13F
- 武装
  - コルト Mk12　20mm機関砲 4門（主翼に装備）
  - サイドワインダーミサイル 4発
  - ハードポイント 7ヶ所に900 kg 爆弾 2発、ロケット弾など

## 現存する機体
| 型名       | 番号   | 機体写真 | 国名                      | 所有者                               | 公開状況 | 状態     | 備考 |
| ---------- | ------ | -------- | ------------------------- | ------------------------------------ | -------- | -------- | ---- |
| XF4D-1     | 124587 |          | アメリカ カリフォルニア州 | 海軍兵装技術博物館                   | 公開     | 静態展示 |      |
| F4D-1 F-6A | 134748 |          | アメリカ アリゾナ州       | ピマ航空宇宙博物館                   | 公開     | 静態展示 |      |
| F4D-1 F-6A | 134764 | 写真     | アメリカ メリーランド州   | パタクセント・リヴァー海軍航空博物館 | 公開     | 静態展示 |      |
| F4D-1 F-6A | 134806 |          | アメリカ フロリダ州       | 国立海軍航空博物館                   | 公開     | 静態展示 |      |
| F4D-1 F-6A | 134836 |          | アメリカ コネティカット州 | ニュー・イングランド航空博物館       | 公開     | 静態展示 |      |
| F4D-1 F-6A | 134936 | 写真     | アメリカ コロラド州       | プエブロ・ワイスブロッド航空機博物館 | 公開     | 静態展示 |      |
| F4D-1 F-6A | 134950 | 写真     | アメリカ ヴァージニア州   | 航空遺産公園                         | 公開     | 静態展示 |      |
| F4D-1 F-6A | 139177 |          | アメリカ カリフォルニア州 | 飛行海兵航空博物館                   | 公開     | 静態展示 |      |